# Zálší (ort i Tjeckien, Södra Böhmen)
Zálší är en ort i Tjeckien.   Den ligger i regionen Södra Böhmen, i den centrala delen av landet, 100 km söder om huvudstaden Prag. Zálší ligger 423 meter över havet och antalet invånare är 258.
Terrängen runt Zálší är platt.Runt Zálší är det ganska tätbefolkat, med 58 invånare per kvadratkilometer. Närmaste större samhälle är Týn nad Vltavou, 13,0 km väster om Zálší. Trakten runt Zálší består till största delen av jordbruksmark.